# Битва при Бувине
Битва при Бувине (фр. Bataille de Bouvines) — сражение 27 июля 1214 года в ходе фламандской кампании англо-французской войны (1202—1214) между войсками французского короля Филиппа II Августа и англо-фламандско-немецкой коалиции, возглавляемой императором Священной Римской империи Оттоном IV. Завершилась победой французов и усилением королевской Франции.

## Предыстория
Захват французами обширных территорий на севере и одновременное вторжение в Лангедок резко нарушили политическое равновесие в Западной Европе и привели к созданию антифранцузской коалиции, объединившей английского короля, императора Оттона IV, крупных вассалов французской короны и нижнерейнских сеньоров. Неожиданная гибель Педро II Арагонского в битве при Мюре помешала присоединению Арагона к коалиции.
Опираясь на средних и мелких феодалов, церковь, горожан (городам вне территории королевского домена широко раздавались вольности и привилегии), Филипп II Август успешно проводил политику собирания французских земель в единое государство. Филиппу в значительной мере удалось обуздать феодальную аристократию, лишив её прежней независимости. Этому способствовало почти четырёхкратное расширение королевского домена, что сделало французского короля крупнейшим феодальным собственником во Франции. «Видное участие в коалиции немцев с императором во главе, равно как и англичан придало этой войне (для французов) национальный характер, вследствие чего вассалы короля, вошедшие в состав коалиции, считались как бы изменниками, в то же время опасность, угрожавшая духовенству и городским общинам в случае торжества чисто феодальной коалиции придавала этой же войне клерикальный и сословный характер».
Решающая стадия конфликта началась в 1214 году. Участники антифранцузской коалиции решили нанести комбинированный удар: Джон из Аквитании, Оттон, графы фландрский, булонский, герцог брабантский и другие — от Ахена. Джон взял Анжер и осадил Ла-Рош-о-Муан; когда Людовик, сын Филиппа Августа, подошёл на выручку крепости, бароны Пуату, бывшие в войске английского короля, разбежались, а Джон вынужден был отступить, с большими потерями, и укрылся в Ла-Рошели. Филипп Август, тем временем, отправился навстречу армии Оттона. После серии манёвров в четырёхугольнике между Валансьеном, Лиллем, Турне и Перонной, в мае союзники сосредоточились на берегах реки Шельда, близ границы Фландрии. Французская армия, закончив к 23 июля сосредоточение у Турне, стала выдвигаться навстречу неприятелю. В ответ союзники направили часть своих сил к Куртре и Лиллю, чтобы обойти левый фланг французов и идти прямо на Париж, а если король решится дать сражение, то разбить его. Разгадав замысел неприятеля, Филипп, 27 июля начал отступление в направлении на Перонн с целью дать сражение на равнине близ Камбре, чтобы воспользоваться своим превосходством в кавалерии. 28 июля близ деревни Бувин на меловом плато, окруженном лесом и болотами, состоялась одна из самых знаменитых битв европейского средневековья. Филипп Август, не являвшийся выдающимся полководцем, намеревался, как и всегда, измотать противника маршами и внезапными налетами конницы, и заставить отступить, но брат Герен, рыцарь-госпитальер и избранный епископ Санлиса, фактически руководивший войсками, настоял на решительной битве.

## Место сражения
Поле сражения при Бувине представляло открытую, слегка всхолмленную равнину, ограниченную с юга, юго-запада и запада рекой Марка и находящуюся на правом берегу этой реки, долина которой была болотиста. Из путей, её пересекавших, особенно важное значение имела дорога из Турне в Лилль, проходившая через Бувин и затем по мосту через Марку. Это был единственный путь отступления французской армии, которая таким образом должна была сражаться, имея у себя в тылу дефиле.

## Силы сторон
Обстоятельства сражения стали предметом серьёзного исследования только в XX веке; до этого, на основе сильно преувеличенных данных средневековых хронистов, утверждалось, что Оттон располагал 80 тыс. человек (в том числе 9 тыс. английских наемников) против 25 тыс. у Филиппа. Современные оценки значительно скромнее: полагают, что у французского короля было около 1200 рыцарей, до тысячи конных сержантов и 4500—5000 пехотинцев. Имперские силы превосходили французов, но не имели подавляющего численного превосходства. Очевидец сражения, хронист Гийом Бретонский, утверждает, что силы антифранцузской коалиции втрое превосходили французскую армию, однако современные историки склонны полагать, что эта оценка сильно завышена. Завышенной считается и сообщавшаяся в средневековых хрониках общая численность войск, принимавших участие в бою: в некоторых источниках утверждалось, что она доходила до 180 тысяч человек.

## Битва
Конница противников была построена отдельными колоннами. Пехота (лучники, копейщики) располагались впереди рыцарей. В задачу пехоты входило служить живым бруствером для рыцарской конницы. Так, один из отрядов армии Оттона выделил несколько сот пехотинцев, создавших своего рода круг. В ходе сражения рыцари по мере необходимости скрывались в этом «убежище» и приводили себя в порядок. Само сражение протекало в форме отдельных схваток отрядов и групп рыцарей. Никакого общего руководства не было; император и король сражались как рядовые рыцари.
Исход ожесточенного сражения долго оставался неясным; оба предводителя были сброшены с коней и едва избежали смерти. Решающую роль сыграла атака правого крыла французской армии в начале сражения, а затем организованное наступление частей герцога Бургундского, графа де Бомона, Матье II де Монморанси и виконта де Мелёна. Имперцев подвела горячность Фердинанда (Феррана) и Рено де Даммартена, нарушивших строй, чтобы скорее добраться до французского короля.
Отчаянный прорыв немцев во главе с императором к центру французской позиции едва не переломил ход сражения, но раненая лошадь сбросила Оттона, и ему пришлось убегать пешком, пока его люди не нашли другого коня. Император бежал в Валансьенн, следом за ним поле сражения покинули герцоги Брабанта и Лотарингии, а также Гуго де Бов. Ферран, Рено, Уильям Длинный Меч были взяты в плен. Битва закончилась победой французов.
Решающую роль в победе французской армии сыграла тяжелая кавалерия. Важно отметить и то, что французское командование оказалось более информированным, смогло лучшим образом сосредоточить силы, обеспечить управление войсками до и во время боя, несмотря на то, что само сражение распалось на множество частных столкновений и даже поединков. В пользу французов был и моральный фактор.

## Последствия битвы
Войска Филиппа II Августа одержали безоговорочную победу. Сражение при Бувине стало кульминацией не только этой войны, но и пяти предыдущих десятилетий противостояния Капетингов и Плантагенетов. Впервые за долгие годы исход кампании решался в правильном полевом сражении, где учитывались данные разведки, а войска сражались в сомкнутых боевых порядках. Французское королевство было избавлено от опасности потерять значительную часть своих территорий. Все прежние завоевания французского короля были подтверждены и закреплены. Победа при Бувине стала для Филиппа II Августа важным рубежом на пути к объединению французского государства.
Значение отрядов муниципальной милиции, поставлявшей пехотинцев, значительно преувеличенное историческими хрониками, выявило тем не менее роль «добропорядочных городов», поддержавших французское королевство. В военной истории Средневековья, являвшейся чередой междоусобных столкновений, в которых обычно сражались всего лишь несколько сотен человек, сражение при Бувине стало исключением и предвестником великих битв Столетней войны.
Поражение союзников имело весьма печальные последствия для каждого из них. Английский король Иоанн (Джон) Безземельный ослабил свои и без того крайне неустойчивые позиции и в Англии, и на континенте, что вызвало капитуляцию знати Пуату и просьбу Джона о перемирии, означавшую фактическое признание того, что Нормандия, Анжу, Турень, Мэн и Пуату стали частью королевского домена. В Англии против него вспыхнуло очередное восстание баронов, в результате которого он был вынужден пойти на значительные уступки английской аристократии и городам, подписав Великую хартию вольностей. Император Оттон, который в результате понесенного поражения потерял множество верных воинов и оказался фактически без средств, вскоре лишился своей короны. Наконец, граф Фландрии Фердинанд (Ферран), проведя в заточении более 12 лет, был вынужден заплатить французскому монарху огромную контрибуцию и отказаться от Арраса.